# Jafarismo
A escola jafarita ou jurisprudência jafarita (árabe: الفقه الجعفري) é uma escola proeminente de jurisprudência (fiqh) dentro dos ramos duodecimano e Ismaelita (incluindo nizaris) do islamismo xiita, em homenagem ao sexto imame, Jafar Alçadique. No Irã, a jurisprudência Jafari está consagrada na constituição, moldando vários aspectos da governança, legislação e sistema judiciário no país.